# Bombardeos italianos sobre el Mandato de Palestina
Los bombardeos italianos sobre el Mandato de Palestina fueron una acción militar llevada a cabo entre junio de 1940 y junio de 1941, durante la Segunda Guerra Mundial.

## Trasfondo
El 10 de junio de 1940, el Reino de Italia declaró la guerra a Francia y al Reino Unido. Los franceses firmaron un armisticio con los italianos el 25 de junio, tres días después del armisticio con Alemania. Esto significó que sería en el Medio Oriente en donde Italia se enfrentaría a las fuerzas británicas de la Commonwealth. La Regia Aeronautica quería atacar áreas controladas por Londres en el Medio Oriente, y eligió como blanco las refinerías y puertos de Palestina.
El 19 de octubre de 1940, cuatro bombarderos Savoia-Marchetti SM.82 atacaron refinerías operadas por Estados Unidos en el protectorado británico de Baréin. El bombardeo también alcanzó la ciudad de Dhahran, en Arabia Saudí, pero no causó mayores daños.

## Campaña de bombardeos
Desde julio de 1940, los italianos se centraron en atacar las ciudades de Tel Aviv y Haifa. Sin embargo, ciudades costeras como Acre y Jaffa también fueron bombardeadas.
Los últimos bombardeos tuvieron lugar en junio de 1941, de nuevo en Haifa y Tel Aviv, pero con daños mínimos y pocas víctimas.

### Haifa

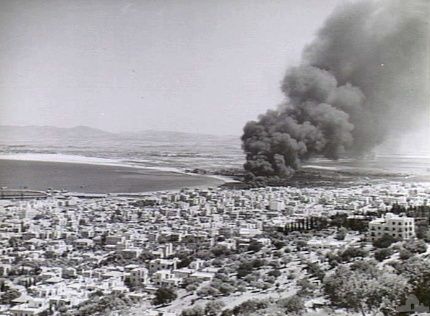
La refinería de Haifa ardiendo en llamas.

Las bombas italianas comenzaron a caer sobre el puerto y la refinería de Haifa a partir de junio de 1940. El 29 de julio de 1940, la revista Time informó que Haifa había sido atacada por bombarderos Savoia-Marchetti SM.82 durante la semana previa, con un saldo de una docena de muertos, cosa que los italianos celebraron como un gran éxito y los británicos no negaron. Según se reportó: «(...) diez grandes bombarderos italianos, volando a gran altitud desde el Dodecaneso, esquivando las bases británicas en Chipre, dejaron caer 50 bombas en la refinería y terminal petrolera de Haifa.» El bombardeo causó incendios que duraron varios días e impidieron la producción de crudo por la menos un mes.
Los cazas británicos con base en Monte Carmelo llegaron demasiado tarde como para enfrentarse a los bombarderos que regresaban al Dodecaneso italiano.

### Tel Aviv

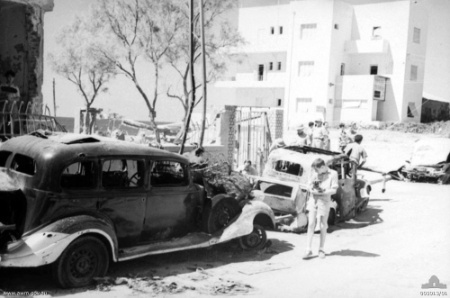
Imagen de la ciudad después del bombardeo.

La ciudad de Tel Aviv había sido fundada treinta años antes por los judíos sionistas. El ataque italiano sobre Palestina era parte de un esfuerzo de la Italia fascista para golpear a las fuerzas británicas desplegadas en Oriente Medio.
El 9 de septiembre de 1940, un bombardeo en Tel Aviv se saldó con 137 muertos. El 12 de junio de 1941, otro ataque, llevado a cabo por Italia o las fuerzas de la Francia de Vichy, con base en Siria, mató a trece personas.
El historiador Alberto Rosselli afirma que el bombardeo que dejó 137 muertos en Tel Aviv se debió a que los bombarderos fueron interceptados por aviones ingleses mientras se dirigían a la costa de Haifa. Al verse obligados a regresar, recibieron la orden de lanzar sus bombas en el puerto de Tel Aviv, sin embargo, mientras intentaban esquivar a los cazas británicos, las dejaron caer por error en una zona residencial cercana.

## Conmemoración
Luego de la guerra se levantó en Tel Aviv un monumento en recuerdo de las 137 personas que murieron durante el bombardeo de la Regia Aeronautica del 9 de septiembre de 1940.